# Phylloscopus affinis
A Phylloscopus affinis a verébalakúak (Passeriformes) rendjébe, ezen belül a füzikefélék (Phylloscopidae) családjába és a Phylloscopus nembe tartozó faj. 10-11 centiméter hosszú. Ázsia középső és déli részének bokros területein él, a Himalája és dél-Kína hegyvidékén költ, télen délre vándorol, dél-Indiáig. Többnyire rovarokkal, pókokkal, levéltetvekkel táplálkozik. Májustól augusztusig költ.

## Fordítás
- Ez a szócikk részben vagy egészben  a   Tickell's leaf warbler című angol Wikipédia-szócikk fordításán alapul.  Az eredeti cikk szerkesztőit annak laptörténete sorolja fel. Ez a jelzés csupán a megfogalmazás eredetét és a szerzői jogokat jelzi, nem szolgál a cikkben szereplő információk forrásmegjelöléseként.